# Psychotria testacea
Psychotria testacea är en måreväxtart som beskrevs av Seymour Hans Sohmer. Psychotria testacea ingår i släktet Psychotria och familjen måreväxter. Inga underarter finns listade i Catalogue of Life.